# Vál
Vál ist eine ungarische Gemeinde im Kreis Martonvásár im Komitat Fejér.

## Geografische Lage
Vál liegt 28 Kilometer nordöstlich des Komitatssitzes Székesfehérvár und 10 Kilometer nordwestlich der Kreisstadt Martonvásár. Nachbargemeinden sind Tabajd, Gyúró, Tordas, Kajászó, Vereb und Vértesacsa.

## Geschichte
Im Jahr 1913 gab es in der damaligen Großgemeinde 487 Häuser und 3100 Einwohner auf einer Fläche von 7033 Katastraljochen. Sie gehörte zu dieser Zeit zum Bezirk Vál im Komitat Fejér.

## Sehenswürdigkeiten
- Glockenturm (Csonkatorony) aus dem Mittelalter
- János-Vajda-Büste, erschaffen 1908 von Barnabás Holló
- János-Vajda-Gedenkhaus mit heimatgeschichtlicher Sammlung
- Kruzifix aus dem Jahr 1778
- Nepomuki-Szent-János-Statue
- József-Ürményi-Büste, erschaffen 1826 von István Ferenczy
- Reformierte Kirche, erbaut 1929
- Römisch-katholische Kirche Hétfájdalmú Szűz, erbaut 1819–1824
- Schloss Ürményi mit Park und Mausoleum
- Skulptur Az üdvözült lélek, erschaffen 1832 von István Ferenczy
- Skulpturen von Aranka Till: Igen-igen, nem-nem, Szent Sebestyén, Ürményi mauzóleum, Pannonhalmi Szűzanya und an der Kirche Hétfájdalmú Szűz
- Sowjetisches Ehrendenkmal, auf dem Friedhof neben 148 sowjetischen Soldatengräbern
- Szentháromság-Statue, erschaffen 1887 von József Kárpáti
- Weltkriegsdenkmäler

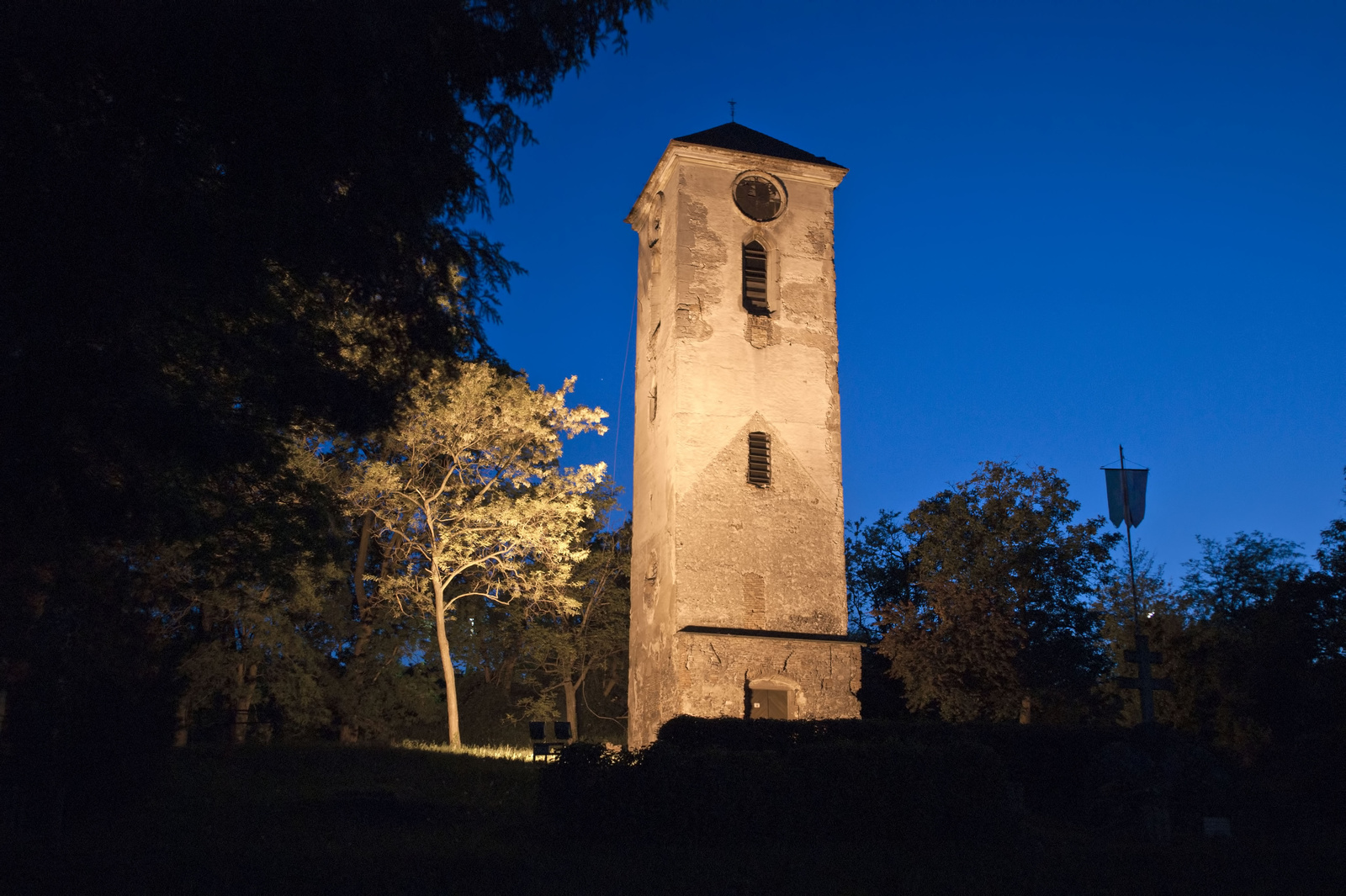
Glockenturm
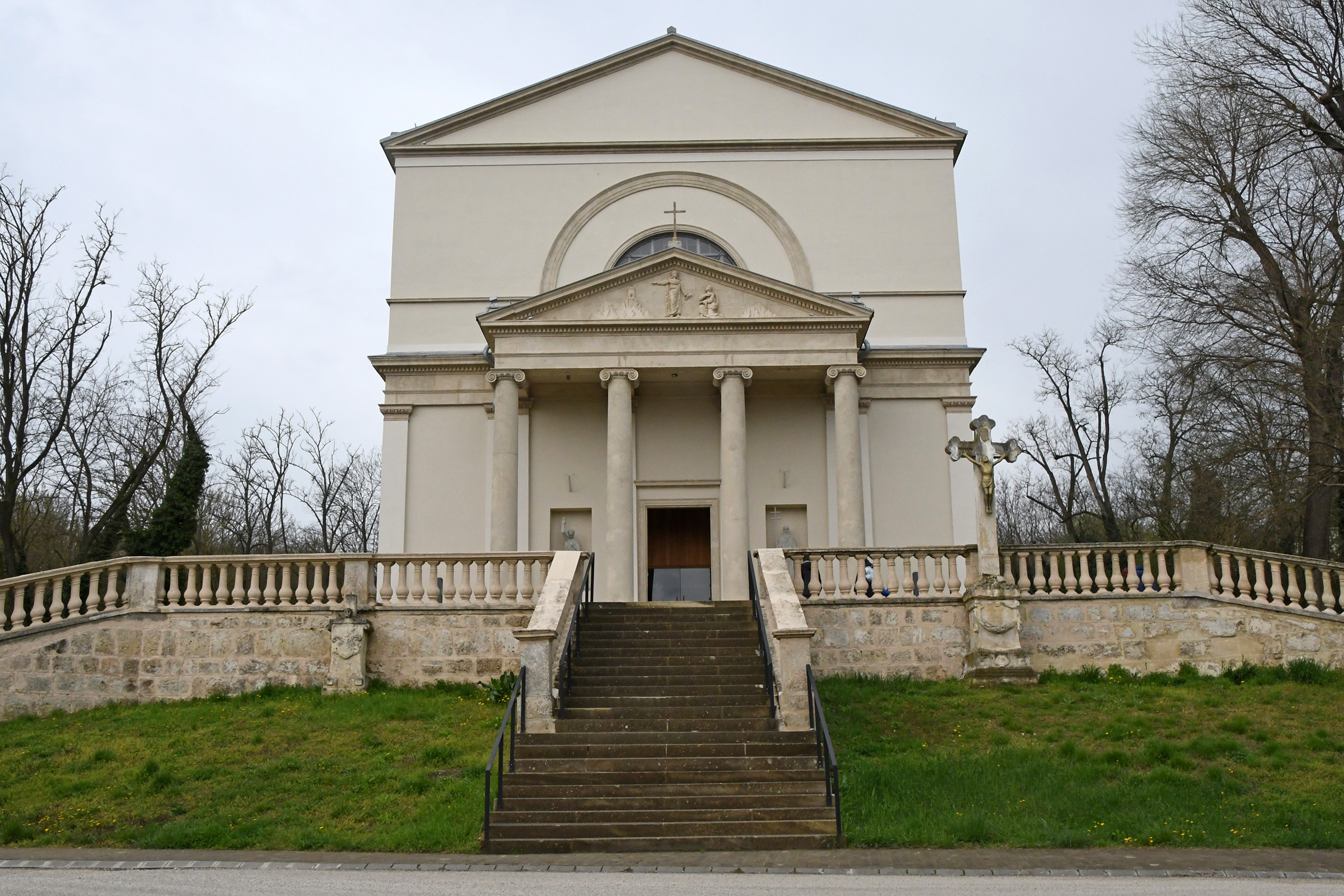
Römisch-katholische Kirche Hétfájdalmú Szűz
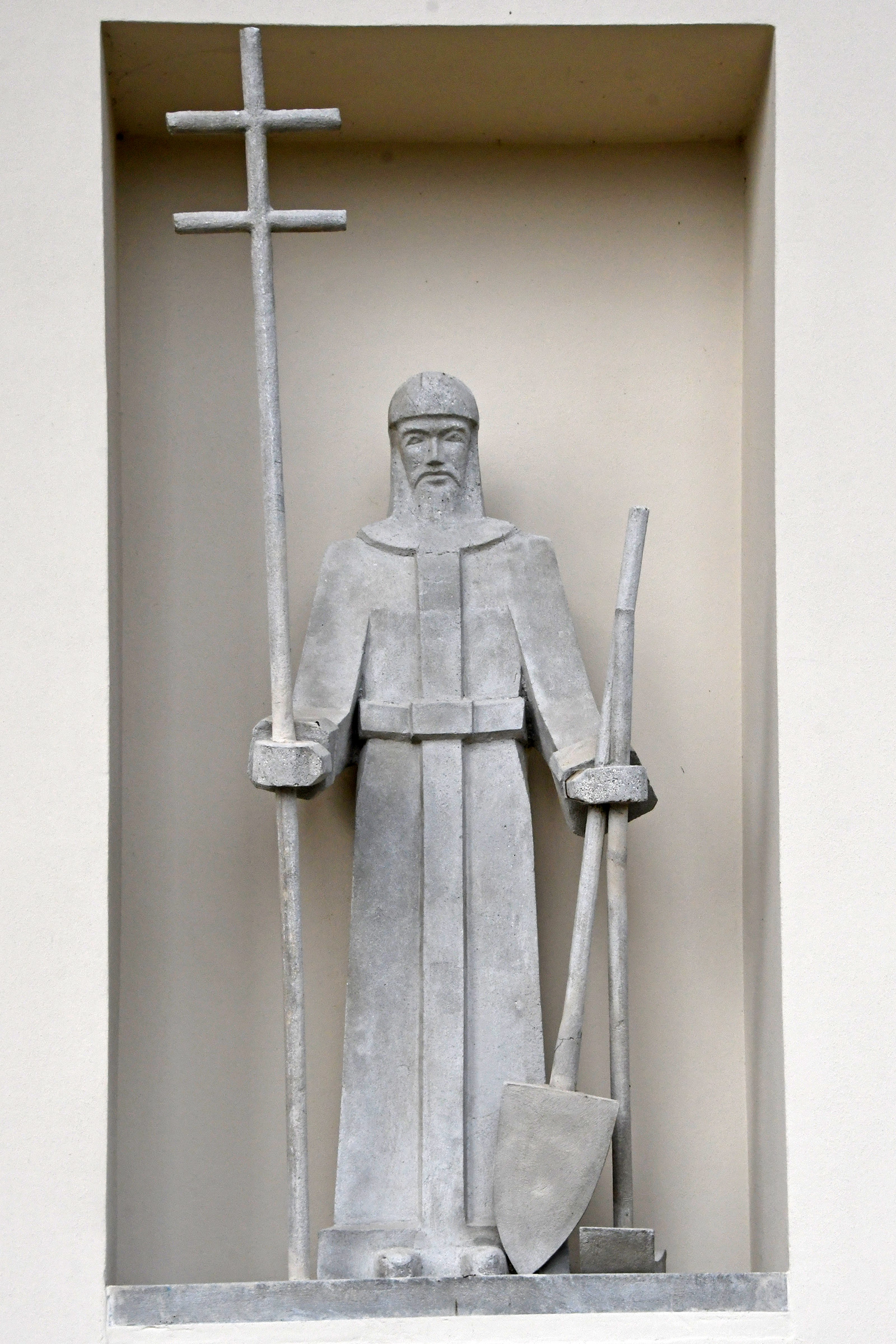
Skulptur an der katholischen Kirche von Aranka Till
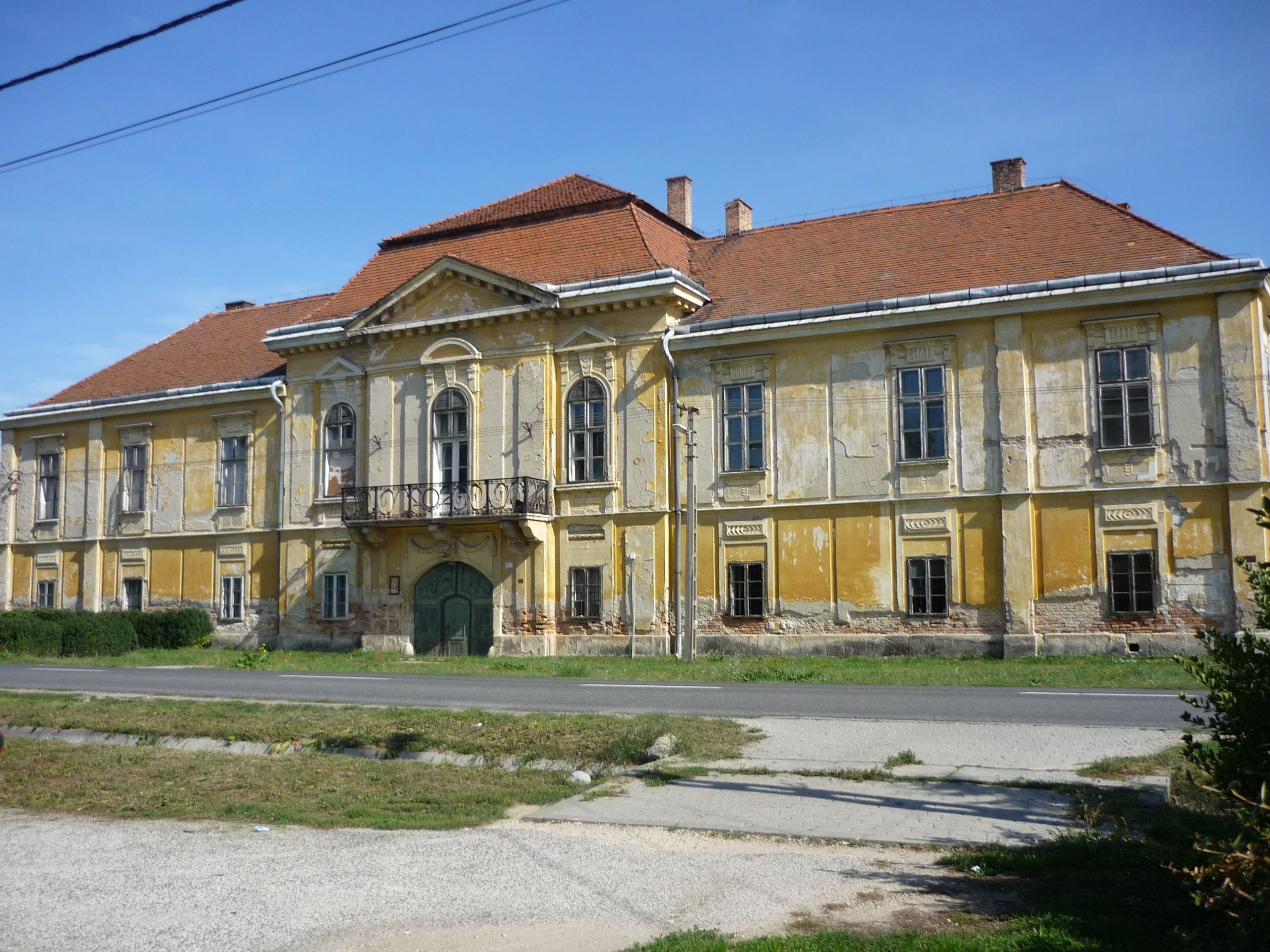
Schloss Ürményi

## Verkehr
Durch Vál verläuft die Landstraße Nr. 8111. Es bestehen Busverbindungen über Tabajd, Alcsútdoboz und Felcsút nach Bicske sowie über Kajászár und Baracska nach Martonvásár. Der nächstgelegene Bahnhof befindet sich in Baracska.